# Salomé (2002)
Salomé is een Spaanse muziekfilm uit 2002 onder regie van Carlos Saura.

## Verhaal
Koning Herodes heeft een oogje op zijn stiefdochter Salomé. Zij is zelf verliefd op Johannes de Doper. Als Johannes haar afwijst, zint Salomé op wraak. Op de verjaardag van haar stiefvader danst Salomé de dans van de zeven sluiers. Herodes zegt dat ze een wens mag doen. Salomé vraagt om het hoofd van Johannes de Doper.

## Rolverdeling
| Acteur         | Personage |
| -------------- | --------- |
| Aída Gómez     | Salomé    |
| Pere Arquillué | Regisseur |
| Paco Mora      | Herodes   |
| Javier Toca    | Johannes  |
| Carmen Villena | Herodias  |